# Ново-Бенойское сельское поселение
Ново-Бенойское се́льское поселе́ние — муниципальное образование в Гудермесском районе Чечни Российской Федерации.
Административный центр — село Новый Беной.

## История
Статус и границы сельского поселения установлены Законом Чеченской Республики от 27 февраля 2009 года № 19-р «Об образовании муниципального образования Гудермесский район и муниципальных образований, входящих в его состав, установлении их границ и наделении их соответствующим статусом муниципального района, городского и сельского поселения».

## Население
| 2017 | 2018  | 2019  | 2020  | 2021  | 2023  | 2024  |
| ---- | ----- | ----- | ----- | ----- | ----- | ----- |
| 1781 | ↘1771 | ↘1735 | ↘1713 | ↗3255 | ↗3273 | ↗3295 |

## Состав сельского поселения
| № | Населённый пункт | Тип населённого пункта       | Население |
| - | ---------------- | ---------------------------- | --------- |
| 1 | Новый Беной      | село, административный центр | ↗3295     |